# باب کرین
باب کرین (انگلیسی: Bob Crane؛ ۱۳ ژوئیهٔ ۱۹۲۸ – ۲۹ ژوئن ۱۹۷۸) یک هنرپیشه اهل ایالات متحده آمریکا بود.
از فیلم‌ها یا برنامه‌های تلویزیونی که وی در آن نقش داشته‌است می‌توان به بابای فوق‌العاده اشاره کرد.